# Ordinul sufit al-Madaniyya
Al-Madaniyya este un ordin sufit care își are originile în regiunea de nord a Africii, în Tunisia, și care a fost fondat în anul 1920 de către Muhammad ibn Khalifa al-Madani.

## Origine

#### Muhammad ibn Khalifa al-Madani (n. 1888 - d. 1959)
Muhammad ibn Khalifa al-Madani este fondatorul eponim al ordinului sufit al-Madaniyya. El s-a născut în anul 1888 în Tunisia, în orașul Ksibet El Mediouni, ca fiu al lui Khalifa ibn Hassin, negustor care se ocupa cu comerțul cu ulei de măsline din cultură proprie.
Acesta, încurajat de tatăl său, și-a dedicat întreaga copilărie studiului, astfel la vârsta de 12 ani memorează pe de rost textul Coranului, învață să scrie și să citească iar la vârsta de 15 ani începe să studieze științe și teologie islamică la Universitatea Zaytuna din Tunisia, însă în anul 1911, acesta își întrerupe studiile, urmând să se mute în orașul Mostaganem pentru a fi alături de cel ce-i va deveni mentor - șeicul Ahmad al-'Alawi. În Mostaganem, al-Madani finalizează studii legate de legea și mistica islamică și primește din partea șeicului al-'Alawi permisiunea de a împărtăși și altora cunoștințele sale referitoare la subiectele studiate. În anul 1912, al-Madani se întoarce în orașul natal, iar până în anul 1915 acesta predă limba araba și legea islamică la o școală din orașul Al-Monastir, din Tunisia. După 1915, al-Madani, la sfatul lui al-'Alawi, începe să călătorească cu scopul răspândirii ideilor și practicilor ordinului sufit pe care avea să îl fondeze în anul 1920, odată cu ridicarea instituției (zawiya) reprezentative ordinului.
Acesta a lăsat în urmă, pe lângă ideile specifice promovate în cadrul ordinului său, o colecție de cincisprezece lucrări elaborate în jurul unor subiecte precum religie, spiritualitate islamică și sufism.

## Evoluție
De la fondare și până în ultimii ani de viață ai șeicului Muhammad al-Madani, ordinul sufit s-a dezvoltat și extins ca răspuns la nevoile numărului crescând de adepți ai ideologiei sale promovate. Lăcașul a ajuns să înglobeze cu timpul instituții cu scopuri diverse, printre care și o medresă în cadrul căreia se preda recitarea Coranului.
În ciuda evoluției în sens pozitiv a ordinului, au existat de asemenea și perioade în care acesta s-a confruntat cu dezaprobarea și vizunile negative ale populației din jur. Mulți dintre aceștia susțineau faptul că fondatorul, Muhammad al-Madani, a câștigat popularitatea adunării sale prin mijloace necinstite. Drept urmare, în momentul în care al-Madani a candidat pentru rolul de imam al moscheei din orașul Ksibet, acesta a avut parte atât de susținere, cât și de descurajare din partea oamenilor.
Sidi Mohammed al-Mounawwar al-Madani (n. 1937)
Succesorul lui Muhammad al-Madani, care a preluat atribuțiile de conducere imediat după moartea acestuia, în anul 1959, este nepotul acestuia, Sidi Mohammed al-Mounawwar al-Madani. Sub îndrumarea acestuia, ordinul sufit a continuat să se dezvolte și să se răspândească în regiunea de nord a Africii. Sidi Mohammed al-Mounawwar al-Madani era preocupat îndeosebi de răspândirea sufismului.

## Alcătuirea lăcașului
Lăcașul în care ordinul sufit își desfășoară activitatea este prezentat drept un loc de mari dimensiuni care are în cuprinsul lui construcții diverse cu roluri multiple. 

#### Componență (principalele elemente ale lăcașului)
- mormântul șeicului Muhammad al-Madani - se află la intrare, pereții sunt decorați cu fotografii ale fondatorului, care îl surprind în diverse ipostaze de-a lungul vieții. Deasupra acestora se află bucăți de lemn în formă de frunze, fiecare având scris pe el câte unul din cele 99 de nume ale lui Allah. Pe unul dintre pereții mormântului stau agățate câteva elemente de vestimentație ale șeicului, care au fost păstrate după moartea acestuia;
- camera de rugăciune - încăpere simplă care cuprinde mihrabul și ai cărei pereți prezintă pasaje din Coran și informații despre profetul Muhammad;
- pavilion - situat la nivel inferior, este locul în care are loc celebrarea sărbătorii Mulad;
- mormintele familiei șeicului Muhammad al-Madani.[5]

## Principii
Principiile ordinului al-Madaniyya sunt dintre cele specifice sufismului, spre exemplu:
- unicitatea divinității;
- păstrarea unei atitudini modeste;
- respect în rândul tuturor membrilor ordinului;
- respect față de șeic - acesta este considerat, după profetul Muhammad, conducător și călăuzitor care le va arăta calea către Allah;
- dhikr - practică ce are în centru reamintirea importanței și mareției lui Allah.[6]